# Щитомордник звичайний
Щитомордник звичайний (Gloydius halys) — отруйна змія з роду щитомордник родини гадюкові. Має 9 підвидів. Інша назва «щитомордник Палласа».

## Опис
Загальна довжина досягає до 80 см. Голова широка, зверху вкрита впорядкованими круглими щитками. Добре виражене шийне перехоплення. Між оком й ніздрями є глибока ямка. Черевних щитків 155–187, підхвостових — 33-50 пар. Навколо середини тулуба є 23 рядки луски, в окремих випадках — 21-25. Має парні трубчасті отруйні зуби на дуже рухомій верхньощелепній кістці.
Зверху тулуб бурого або сірувато-коричневого кольору з 29—50 поперечними темно—коричневими плямами. З боків тулуба проходить поздовжній рядок дрібніших темних плям. Забарвлення черева від світло-сірого до бурого у дрібних темних та світлих цятками. Зустрічаються майже чорні й цегляно-червоні особини.

## Спосіб життя
Полюбляє рівнинні і нагірні степи, напівпустелі, кам'янисті осипи у гірських лісах, глинясто-піщані береги степових й лісових річок та озер, субальпійські луки. Трапляється на висоті до 3000 м над рівнем моря.
Весняна активність денна, річна — переважно у сутінках та вночі. Зимують у норах гризунів й в порожнечах скель, в ущелинах глинястих берегів річок та ярів. Після зимівлі в різних популяціях терміни виходу дуже різні: з початку березня — до кінця травня.
Харчується гризунами, дрібними птахами і ящірками.
Це досить отруйна змія. У складі отрути переважають ферменти — гемотоксіни, що діють на кровотворну систему, викликають крововилив, тромбози і в підсумку великі некрози. Однак у складі отрути є також частка нейротоксинів, які діють на нервову систему, викликаючи параліч дихального центру та інших нервових вузлів.
Це живородна змія. Парування відбувається у квітні—травні. У серпні — на початку жовтня самка приносить 3—14 дитинчат довжиною 16-19 см й вагою 5-6 г.

## Розповсюдження
Мешкає від Заволжжя (Росія) і півострова Мангистау (Казахстан) на заході й північно-заході до центральної Монголії, початку річки Хуанхе і околиць міста Баотоу у Внутрішній Монголії (Китай) на сході — південно-сході. Південна межа поширення проходить по південному березі о. Іссик-Куль (Киргизстан) і верхів'я річки Сирдар'я (в Узбекистані та Киргизстані), досягаючи Таджикистану, Туркменістану, Афганістану та Ірану. На північ ареал простягається до гір Кузнецького Алатау та західного берега Байкалу (Росія).

## Підвиди
- Gloydius halys affinis
- Gloydius halys boehmei
- Gloydius halys caraganus
- Gloydius halys caucasicus
- Gloydius halys cognatus
- Gloydius halys halys
- Gloydius halys mogoi
- Gloydius halys liupanensis
- Gloydius halys stejnegeri